# Mikko Simula
Mikko Simula (Helsinki, 1973) é um futebolista finlandês que atualmente disputa o Campeonato Finlandês de Futebol pelo Atlantis FC de Helsinki na Finlândia.